# Pterocerota virginea
Pterocerota virginea is een vlinder uit de familie van de Eupterotidae. De wetenschappelijke naam van de soort is voor het eerst geldig gepubliceerd in 1905 door Hampson.